# Viktor Ivančić
Viktor Ivančić (Sarajevo, 8. listopada 1960.) hrvatski je novinar, humorist i pisac, najpoznatiji kao osnivač i urednik satiričnog tjednika Feral Tribune. Živi i radi u Splitu. Kao student elektrotehnike objavljuje zapažene radove u studentskom listu Fakulteta elektrotehnike, strojarstva i brodogradnje, no 1984. godine napušta studij i počinje se baviti profesionalnim novinarstvom — isprva u Nedjeljnoj Dalmaciji, a potom i u Slobodnoj Dalmaciji. Tajkunskom privatizacijom ratne 1993. Slobodna Dalmacija značajno mijenja uređivačku politiku; Ivančić s Predragom Lucićem i Borisom Dežulovićem osniva Studio Viva Ludež i s posuđenim novcem, dovoljnim za tiskanje jednog i pol izdanja, objavljuje Feral Tribune, list s neobičnom kombinacijom satire, upečatljivih ilustracija i fotomontaža te ozbiljnih tekstova „s druge strane satire“. Prvi broj rasprodaju u trideset tisuća primjeraka. Bilježnica Robija K. Ivančićeva je tjedna kolumna u kojoj daje satirične osvrte na važna društvena događanja kroz pogled splitskoga osnovnoškolca iz razreda 3a. Zbog britkih kritika kako jugoslavenske socijalističke, tako i nove hrvatske vlasti, Ivančić je stalna meta napada režima i režimu odanih medija. Hrvatske vlasti nameću listu kontroverzni porez na pornografiju te se pokreće niz tužbi za klevetu s ciljem njegova financijskog uništavanja. Ubrzo nakon što je primio javnu prijetnju smrću Ivančića, kao jedinog urednika novina u Hrvatskoj, 31. prosinca 1993. mobiliziraju u Hrvatsku vojsku, gdje služi u 4. gardijskoj brigadi. Iz vojske je pušten nakon niza međunarodnih prosvjeda.
Od prestanku izlaženja Feral Tribunea 2008. godine piše kolumne za nekoliko časopisa. Izdaje zbirke svojih novinskih i satiričnih tekstova te romane. Za svoj rad primio je brojna domaća i međunarodna priznanja. Potpisnik je Deklaracije o zajedničkom jeziku, u kojoj se tvrdi da se u Hrvatskoj, Bosni i Hercegovini, Srbiji i Crnoj Gori govore nacionalne standardne varijante zajedničkog policentričnog standardnog jezika, i o kojoj je govorio na 10. Subversivnom festivalu u Zagrebu i u  medijima.

## Djela
- Bilježnica Robija K., priče, Feral Tribune (četiri izdanja od 1995.)
- Točka na U – slučaj Šakić: anatomija jednog skandala, Feral Tribune (1998., 2000.)
- Lomača za protuhrvatski blud: ogledi o tuđmanizmu, Feral Tribune (2003.)
- Šamaranje vjetra – ogledi o posttuđmanizmu, Feral Tribune (2003.)
- Vita activa, roman, Feral Tribune, Fabrika knjiga, Dani (tri izdanja od 2005.)
- Robi K., priče u dva toma, Fabrika knjiga (2006.)
- Animal Croatica: ogledi o domoljublju, Fabrika knjiga (2007.)
- Planinski zrak, roman, Fabrika knjiga (2009.)
- Zašto ne pišem i drugi eseji, Fabrika knjiga (2010.)
- Robi K. – Treći juriš, priče, Fabrika knjiga (2011.)
- Jugoslavija živi vječno – dokumentarne basne, Fabrika knjiga (2011.)
- Radnici i seljaci, Fabrika knjiga (2014.)
- Sviranje srednjem kursu: o bijedi hrvatske socijaldemokracije, Fabrika knjiga (2015.)

## Nagrade
- Nagrada Sedam sekretara SKOJ-a 1984.
- Nagrada Veselko Tenžera 1992. (zajedno s Borisom Dežulovićem i Predragom Lucićem)
- Nagrada Međunarodne federacije novinara 1996.
- Međunarodna nagrada za slobodu tiska 1997. (dodijelio Committee to Protect Journalists, New York)
- Nagrada Olof Palme 1998. (dodijelila Zaklada Olof Palme, Stockholm)
- Nagrada Joško Kulušić 1999. (dodijelio Hrvatski helsinški odbor)
- Nagrada Zlatna golubica za mir 2007. (dodijelio Archivio Disarmo iz Rima)
- Nagrada Duško Kondor za promicanje građanske hrabrosti 2011. (dodijelila organizacija GARIWO, Sarajevo)
- Nagrada Otokar Keršovani za životno djelo u novinarstvu 2023 (dodijelilo Hrvatsko novinarsko društvo, Zagreb)[10][11]